# Diecéze Saint John's-Basseterre
Diecéze Saint John's-Basseterre je diecéze římskokatolické církve, nacházející se v Antigui a Barbudě.

## Území
Diecéze zahrnuje ostrovní státy Antigua a Barbuda, Svatý Kryštof a Nevis, ostrov Montserrat, Anguilla a Britské Panenské ostrovy.
Biskupským sídlem je město Saint John's, kde se nachází hlavní chrám – katedrála Svaté Rodiny.
Rozděluje se do 10 farností. K roku 2017 měla 17 515 věřících, 6 diecézních kněží, 13 řeholních kněží, 4 trvalé jáhny, 13 řeholníků a 8 řeholnic.

## Historie
Dne 16. ledna 1971 byla bulou Cum nobis papeže Pavla VI. vytvořena diecéze Saint John's, a to z části území diecéze Roseau.
Dne 21. června 1981 byla diecéze dekretem Plures in Mari Kongregace pro evangelizaci národů přejmenována na Saint John's-Basseterre.

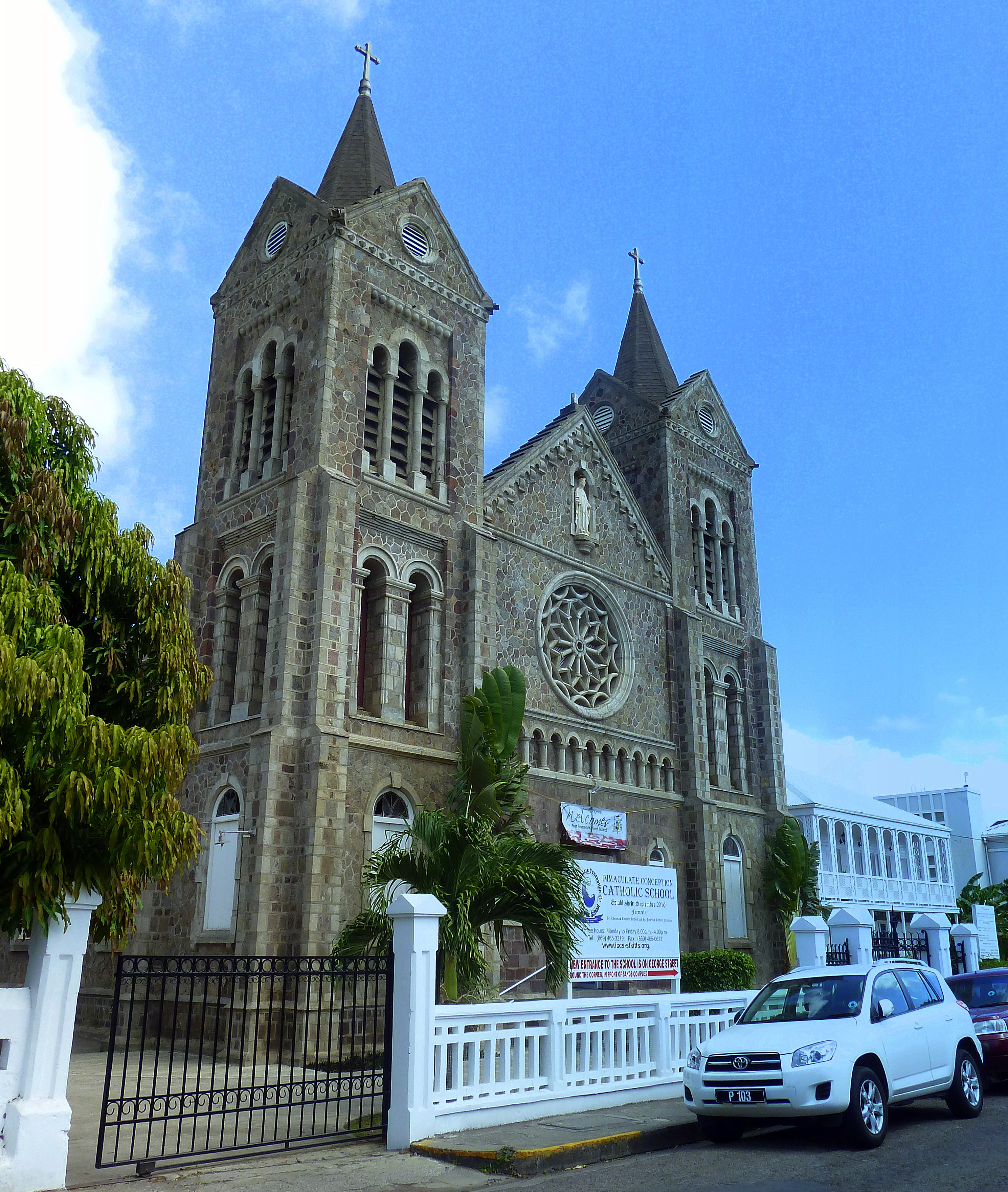
Konkatedrála v Basseterre

## Seznam biskupů
- Joseph Oliver Bowers, S.V.D. (1971–1981)
- Donald James Reece (1981–2007)
  - Gabriel Malzaire (2007–2011) (apoštolský administrátor)
- Kenneth David Oswin Richards (2011–2016)
  - Robert Anthony Llanos (2016–2018) (apoštolský administrátor)
- Robert Anthony Llanos (od 2018)